# فابریزیو بونتمپی
فابریزیو بونتمپی (ایتالیایی: Fabrizio Bontempi؛ زادهٔ ۱ نوامبر ۱۹۶۶) دوچرخه‌سوار اهل ایتالیا است.